# Haibutsu kishaku

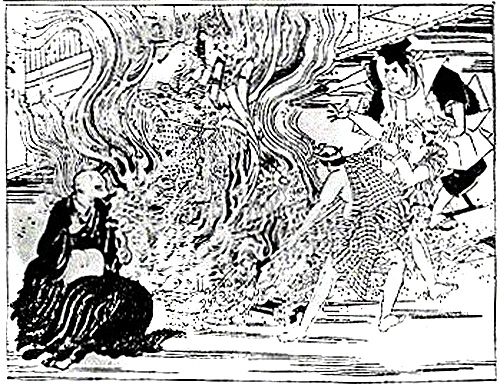
La combustion de sūtras durant le haibutsu kishaku.

Haibutsu kishaku (廃仏毀釈) (littéralement « Abolissez le bouddhisme et détruisez Shākyamuni ») est un terme qui désigne un courant de pensée continue dans l'histoire du Japon et qui prône l'expulsion du bouddhisme en dehors du pays. De façon plus restreinte, il renvoie également à un mouvement historique particulier et à des événements historiques précis basés sur l'idéologie qui, pendant la restauration de Meiji, entraîne la destruction des temples, des images et des textes bouddhistes ainsi que le retour forcé à la vie laïque des moines bouddhistes.

## LeHaibutsu kishakuhistorique
La politique anti-bouddhiste du clan Mononobe au cours de la période Kofun constitue un exemple précoce du Haibutsu kishaku. Les Mononobe s'opposent à la diffusion du bouddhisme non pas pour des motifs religieux, mais plutôt pour des raisons de nationalisme et de xénophobie. Les Nakatomi, ancêtres des Fujiwara, sont des alliés des Mononobe dans leur opposition au bouddhisme.
Un autre exemple en est la politique de fermeture de temples et la contrainte imposée aux moines de se défroquer menée dans les domaines de Okayama, Aizu et de Mito, également adoptée pour des raisons politiques et économiques, plutôt que religieuses, au début de la période moderne. Ces politiques des domaines féodaux sont en général basées sur la pensée confucéenne naturellement anti-bouddhisme. La forme prise par le Haibutsu kishaku durant l'ère Meiji, basée sur le kokugaku et le shinto-centrisme, est plutôt dictée par le désir de faire la distinction entre le bouddhisme étranger et le shinto purement japonais.

## LeHaibutsu kishakudurant la restauration de Meiji

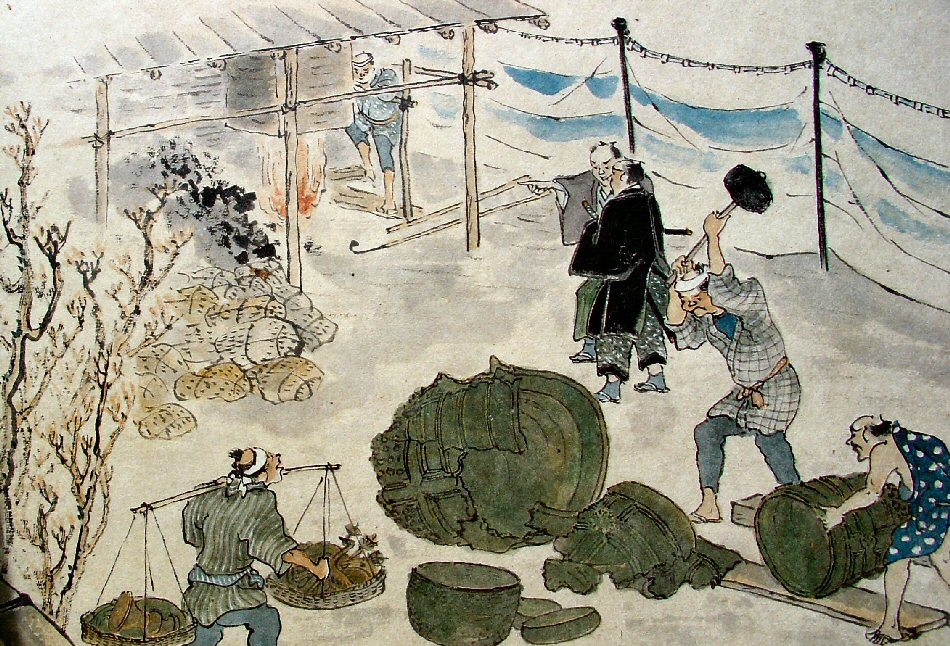
Cloches de temple fondues pour leur bronze lors du Haibutsu kishaku (Tanaka Nagane, 1911, illustration de l').

Le Haibutsu kishaku pendant la restauration de Meiji, l'instance la plus célèbre de ce phénomène, est un événement déclenché par la politique officielle de séparation du shintoïsme et du bouddhisme appelée shinbutsu bunri qui cause de graves dommages au bouddhisme au Japon après 1868. La destruction des biens bouddhistes a lieu sur une grande échelle dans tout le pays. Le Kōfuku-ji à Nara, par exemple, est très endommagé. Le temple, qui est à présent un Trésor national du Japon, est touché de plein fouet par le mouvement. Les terres sont saisies, les prêtres contraints à devenir des prêtres shinto, les murs démolis, des arbres plantés et la région est transformée en une partie de l'un des parcs de la ville. Les émeutes anti-bouddhistes causent des dommages à tous les grands temples de la ville. La violence marque de façon permanente toutes les régions du pays. Entre 1872 et 1874, 18 000 temples disparaissent et peut-être autant de 1868 à 1872. Le japonologue Martin Collcutt estime que le bouddhisme japonais était au bord de l'éradication totale.
La violence fait surgir une colère populaire refoulée contre les bouddhistes qui couve depuis des siècles en raison de leur étroite alliance avec les Tokugawa dans le système danka, alliance dont la religion a tiré un immense bénéfice. Bien que la philosophie officielle du shogunat a été un néo-confucianisme laïc, le bouddhisme est devenu partie intégrante de l’État à la suite de la politique antichrétienne des Tokugawa. Afin d'arrêter la propagation de la religion chrétienne, ils ont introduit le système danka, qui oblige les familles à s'affilier à un temple bouddhiste qui, en retour, leur délivre un certificat attestant qu'elles ne sont pas chrétiennes. Sans cette attestation, une vie normale dans le Japon des Tokugawa est impossible. Dans ce contexte, les temples peuvent et font souvent chanter les fidèles.
Durant le shogunat Tokugawa, sous la législation appelée « système danka », les familles ont légalement plusieurs obligations vis-à-vis des institutions bouddhistes, avec, entre autres, des dons en argent à leur temple d'affiliation. Parce qu'il y a environ 100 000 temples dans un pays de 30 millions de personnes, 300 personnes en moyenne doivent supporter un temple, de sorte que le fardeau est considérable. Le bouddhisme, en tant qu'institution, a un intérêt direct dans le système de shogunat, et par conséquent devient la cible de tous les groupes œuvrant à la chute du shogunat.
Il existe également des motivations politiques et économiques précises, en ce que les gouvernements des domaines veulent rétablir les finances publiques au détriment des bouddhistes, et le shinbutsu bunri leur offre un prétexte pour s'approprier leurs terres.
Il est difficile d'estimer combien de temples ont été fermés pendant la tourmente car il semble probable que beaucoup ont disparu tout simplement parce que les autorités bouddhistes, profitant de la chute des Tokugawa, ont essayé de rationaliser le système et d'éliminer les redondances. À l'époque du shogunat, obtenir l'autorisation d'ouvrir ou de fermer un temple n'est pas chose facile. Cependant, la disparition complète des temples bouddhistes des domaines comme celui de Satsuma est de fait due au haibutsu kishaku.